# چن بودا
چن بودا (انگلیسی: Chen Boda؛ ۲۹ ژوئیه ۱۹۰۴–۲۰ سپتامبر ۱۹۸۹) سیاست‌مدار اهل چین بود.
وی یک عضو برجسته رهبری رادیکال در طول انقلاب فرهنگی، ریاست سازمان انقلاب فرهنگی را در پکن بر عهده داشت.

## زندگی‌نامه
وی در سال ۱۹۰۴، به دنیا آمد. در دوران کودکی، خانواده او به جیمای، در روز مدرن شیامن نقل‌مکان کردند. در ۱۹۲۵، چن در دانشگاه کار شانگهای ثبت‌نام کرد و در سال ۱۹۲۷ به حزب کمونیست چین پیوست. پس از بازگشت به فوجیان، او به عنوان منشی شخصی ژنرال ژانگ استخدام شد. وقتی جبهه فرو ریخت، چن فرار کرد و سرانجام دستگیر شد. او بعد از یک ماه به توصیه ژنرال ژانگ آزاد شد. کمی پس از آن، چن برای تحصیل در دانشگاه سان یات سن به مدت چهار سال انتخاب شد.